# Gran inundació del Mississipi del 1927

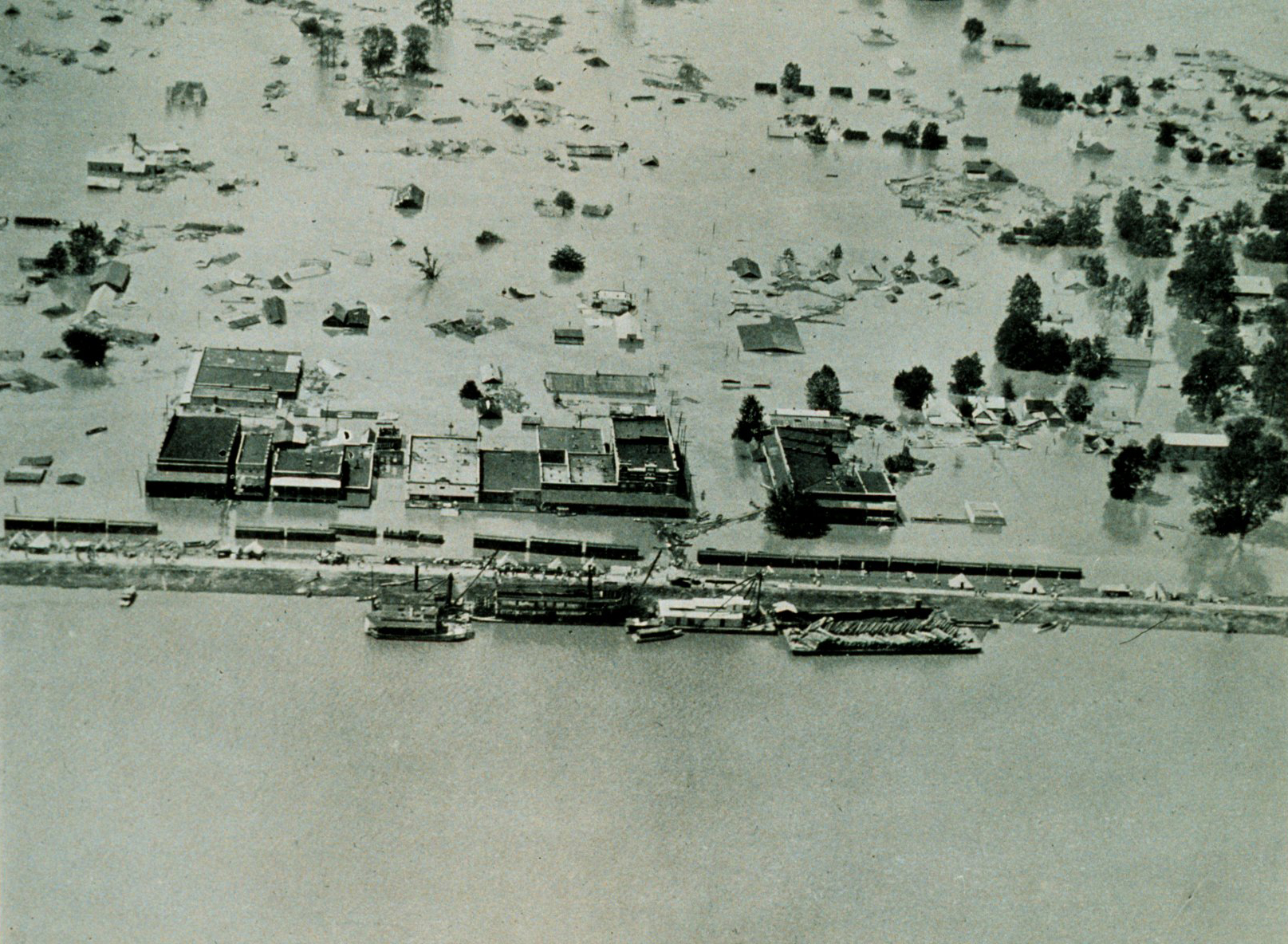
Imatge: inundació del Mississipi del 1927 a Arkansas City

La Gran inundació del Mississipi, a la primavera de 1927, va ser una riuada catastròfica que va afectar la vall del riu Mississipi. Les inundacions, que van afectar part dels estats d'Arkansas, Illinois, Kentucky, Louisiana, Mississipi, Missouri i Tennessee, van causar un gran impacte, tant per la seva magnitud i danys com per a la futura gestió dels riscos d'inundació. Es calcula que, aproximadament, va quedar sota l'aigua una superfície de 70.000 km², arruïnant els conreus, afectant o destruint 137.000 edificis, provocant el desplaçament de 700.000 habitants de la zona i causant la mort de 250 persones als set estats afectats.
Les inundacions van ser el resultat de les fortes pluges persistents que van caure al centre dels Estats Units durant l'agost de 1926 i van continuar fins a la primavera de 1927. El nivell d'aigua extrem als afluents i l'impuls del vent combinats, van col·lapsar els dics de protecció de les planes inundables de la vall del Mississipi. No va ser fins a l'agost de 1927 que el flux va anar minvant i la cua de la riuada va arribar al golf de Mèxic.